# Carl Spitteler
Carl Friedrich Georg Spitteler (født 24. april 1845 i Liestal, død 29. december 1924 i Luzern) var en schweizisk digter, der blev tildelt Nobelprisen i litteratur i 1919. Hans værker inkluderer både pessimistiske og heroiske digte.
Han debuterede med Prometheus und Epimetheus i 1880-1881, men slog for alvor igennem med Olympischer Frühling fra 1900-1905, som han senere fik Nobelprisen for. Den psykologiske roman Imago (1906) vakte senere genklang i psykoanalysen. 